# Ігуалаза
Ігуала́за (кат. Igualada) — муніципалітет, розташований в Автономній області Каталонія, в Іспанії. Код муніципалітету за номенклатурою Інституту статистики Каталонії — 81022. Знаходиться у районі (кумарці) Анойя (коди району — 06 та AI) провінції Барселона, згідно з новою адміністративною реформою перебуватиме у складі Центральної баґарії (округи). За кількістю населення у 2007 р. місто займало 30 місце серед муніципалітетів Каталонії.

## Населення
Населення міста (у 2007 р.) становить 36.923 особи (з них менше 14 років — 15,1%, від 15 до 64 — 67,6%, понад 65 років — 17,3%). У 2006 р. народжуваність склала 456 осіб, смертність — 314 осіб, зареєстровано 156 шлюбів. У 2001 р. активне населення становило 16.873 особи, з них безробітних — 1.515 осіб.
Серед осіб, які проживали на території міста у 2001 р., 24.938 народилися в Каталонії (з них 20.079 осіб у тому самому районі, або кумарці), 6.795 осіб приїхало з інших областей Іспанії, а 1.316 осіб приїхало з-за кордону. 
Університетську освіту має 11,6% усього населення. 
У 2001 р. нараховувалося 11.900 домогосподарств (з них 20,5% складалися з однієї особи, 27,5% з двох осіб,21,4% з 3 осіб, 21,3% з 4 осіб, 6,6% з 5 осіб, 1,7% з 6 осіб, 0,6% з 7 осіб, 0,2% з 8 осіб і 0,2% з 9 і більше осіб).
Активне населення міста у 2001 р. працювало у таких сферах діяльності : у сільському господарстві — 1%, у промисловості — 39,1%, на будівництві — 7,3% і у сфері обслуговування — 52,6%. 
У муніципалітеті або у власному районі (кумарці) працює 19.352 особи, поза районом — 4.277 осіб.

### Доходи населення
У 2002 р. доходи населення розподілялися таким чином:
| \| Доходи населення за статтями доходів \| Доходи населення за статтями доходів \| Доходи населення за статтями доходів \| \| Рік \| 2002 р. \| 2001 р. \| \| ------------------------------------ \| ------------------------------------ \| ------------------------------------ \| \| Заробітна платня \| 55,8% \| 57,4% \| \| Доходи від ведення бізнесу \| 26,3% \| 25,7% \| \| Соціальна допомога \| 17,9% \| 16,9% \| |         |         |
| Доходи населення за статтями доходів |         |         |
| Рік | 2002 р. | 2001 р. |
| Заробітна платня | 55,8%   | 57,4%   |
| Доходи від ведення бізнесу | 26,3%   | 25,7%   |
| Соціальна допомога | 17,9%   | 16,9%   |

### Безробіття
У 2007 р. нараховувалося 1.590 безробітних (у 2006 р. — 1.684 безробітних), з них чоловіки становили 34,8%, а жінки — 65,2%.

## Економіка
У 1996 р. валовий внутрішній продукт розподілявся за сферами діяльності таким чином:
| \| Валовий внутрішній продукт \| Валовий внутрішній продукт \| Валовий внутрішній продукт \| \| Рік \| 1996 р. \| 1991 р. \| \| -------------------------- \| -------------------------- \| -------------------------- \| \| Сільське господарство \| 0,4% \| 0,7% \| \| Промисловість \| 40,7% \| 45,5% \| \| Будівництво \| 4,8% \| 5,6% \| \| Послуги \| 54,1% \| 48,3% \| |         |         |
| Валовий внутрішній продукт |         |         |
| Рік | 1996 р. | 1991 р. |
| Сільське господарство | 0,4%    | 0,7%    |
| Промисловість | 40,7%   | 45,5%   |
| Будівництво | 4,8%    | 5,6%    |
| Послуги | 54,1%   | 48,3%   |

### Підприємства міста

#### Промислові підприємства
| \| Промислові підприємства міста, за сферою діяльності \| Промислові підприємства міста, за сферою діяльності \| Промислові підприємства міста, за сферою діяльності \| \| Рік \| 2002 р. \| 2001 р. \| \| --------------------------------------------------- \| --------------------------------------------------- \| --------------------------------------------------- \| \| Енергетичні та водні ресурси \| 0,3% \| 0,3% \| \| Хімія та метали \| 3,8% \| 3% \| \| Переробка металів \| 18,6% \| 18,2% \| \| Продукти харчування \| 3,7% \| 3,6% \| \| Текстиль \| 57% \| 57,5% \| \| Виробництво меблів, видання \| 14,3% \| 14,9% \| \| Інше \| 2,2% \| 2,4% \| \| Усього підприємств \| 628 \| 631 \| |         |         |
| Промислові підприємства міста, за сферою діяльності |         |         |
| Рік | 2002 р. | 2001 р. |
| Енергетичні та водні ресурси | 0,3%    | 0,3%    |
| Хімія та метали | 3,8%    | 3%      |
| Переробка металів | 18,6%   | 18,2%   |
| Продукти харчування | 3,7%    | 3,6%    |
| Текстиль | 57%     | 57,5%   |
| Виробництво меблів, видання | 14,3%   | 14,9%   |
| Інше | 2,2%    | 2,4%    |
| Усього підприємств | 628     | 631     |

#### Роздрібна торгівля
| \| Підприємства роздрібної торгівлі міста, за сферою діяльності \| Підприємства роздрібної торгівлі міста, за сферою діяльності \| Підприємства роздрібної торгівлі міста, за сферою діяльності \| \| Рік \| 2002 р. \| 2001 р. \| \| ------------------------------------------------------------ \| ------------------------------------------------------------ \| ------------------------------------------------------------ \| \| Продукти харчування \| 26,2% \| 26,6% \| \| Одяг та взуття \| 25,7% \| 24,8% \| \| Товари для дому \| 15% \| 15,7% \| \| Книги та періодичні видання \| 3,1% \| 2,8% \| \| Промислова хімічна продукція \| 7,4% \| 7% \| \| Продукція, пов'язана з транспортними засобами \| 4% \| 3,6% \| \| Інше \| 18,6% \| 19,5% \| \| Усього підприємств \| 774 \| 747 \| |         |         |
| Підприємства роздрібної торгівлі міста, за сферою діяльності |         |         |
| Рік | 2002 р. | 2001 р. |
| Продукти харчування | 26,2%   | 26,6%   |
| Одяг та взуття | 25,7%   | 24,8%   |
| Товари для дому | 15%     | 15,7%   |
| Книги та періодичні видання | 3,1%    | 2,8%    |
| Промислова хімічна продукція | 7,4%    | 7%      |
| Продукція, пов'язана з транспортними засобами | 4%      | 3,6%    |
| Інше | 18,6%   | 19,5%   |
| Усього підприємств | 774     | 747     |

#### Сфера послуг
| \| Підприємства міста, що працюють у сфері послуг, за діяльністю \| Підприємства міста, що працюють у сфері послуг, за діяльністю \| Підприємства міста, що працюють у сфері послуг, за діяльністю \| \| Рік \| 2002 р. \| 2001 р. \| \| ------------------------------------------------------------- \| ------------------------------------------------------------- \| ------------------------------------------------------------- \| \| Гуртова торгівля \| 14,9% \| 15% \| \| Готелі та готельний бізнес \| 13,5% \| 13,8% \| \| Транспорт та зв'язок \| 10,5% \| 10,9% \| \| Посередницькі фінансові послуги \| 4,7% \| 5,1% \| \| Послуги підприємствам \| 13,2% \| 12,6% \| \| Послуги фізичним особам \| 29,6% \| 29,4% \| \| Нерухомість та ін. \| 13,5% \| 13,3% \| \| Усього підприємств \| 1.316 \| 1.264 \| |         |         |
| Підприємства міста, що працюють у сфері послуг, за діяльністю |         |         |
| Рік | 2002 р. | 2001 р. |
| Гуртова торгівля | 14,9%   | 15%     |
| Готелі та готельний бізнес | 13,5%   | 13,8%   |
| Транспорт та зв'язок | 10,5%   | 10,9%   |
| Посередницькі фінансові послуги | 4,7%    | 5,1%    |
| Послуги підприємствам | 13,2%   | 12,6%   |
| Послуги фізичним особам | 29,6%   | 29,4%   |
| Нерухомість та ін. | 13,5%   | 13,3%   |
| Усього підприємств | 1.316   | 1.264   |

## Житловий фонд
У 2001 р. 5,8% усіх родин (домогосподарств) мали житло метражем до 59 м², 36,1% — від 60 до 89 м², 42,3% — від 90 до 119 м² і 15,8% — понад 120 м².
З усіх будівель у 2001 р. 36,6% було одноповерховими, 24,4% — двоповерховими, 16,6% — триповерховими, 11,1% — чотириповерховими, 5,8% — п'ятиповерховими, 2,6% — шестиповерховими, 1,4% — семиповерховими, 1,4% — з вісьмома та більше поверхами.

## Автопарк
| \| Автомобілі, зареєстровані у місті, за призначенням \| Автомобілі, зареєстровані у місті, за призначенням \| Автомобілі, зареєстровані у місті, за призначенням \| \| Рік \| 2006 р. \| 2005 р. \| \| -------------------------------------------------- \| -------------------------------------------------- \| -------------------------------------------------- \| \| Приватні автомобілі \| 69,1% \| 70% \| \| Мотоцикли \| 10,4% \| 9,8% \| \| Вантажівки \| 17,1% \| 17% \| \| Трактори \| 0,3% \| 0,2% \| \| Автобуси та ін. \| 3,1% \| 3% \| \| Усього автомобілів \| 25.576 шт. \| 24.857 шт. \| |            |            |
| Автомобілі, зареєстровані у місті, за призначенням |            |            |
| Рік | 2006 р.    | 2005 р.    |
| Приватні автомобілі | 69,1%      | 70%        |
| Мотоцикли | 10,4%      | 9,8%       |
| Вантажівки | 17,1%      | 17%        |
| Трактори | 0,3%       | 0,2%       |
| Автобуси та ін. | 3,1%       | 3%         |
| Усього автомобілів | 25.576 шт. | 24.857 шт. |

## Вживання каталанської мови
У 2001 р. каталанську мову у місті розуміли 96,6% усього населення (у 1996 р. — 97,8%), вміли говорити нею 83,5% (у 1996 р. —
86,4%), вміли читати 82,3% (у 1996 р. — 81,8%), вміли писати 60,9
% (у 1996 р. — 59,5%). Не розуміли каталанської мови 3,4%.

## Політичні уподобання
У виборах до Парламенту Каталонії у 2006 р. взяло участь 16.649 осіб (у 2003 р. — 18.320 осіб). Голоси за політичні сили розподілилися таким чином:
| \| Вибори до Парламенту Каталонії \| Вибори до Парламенту Каталонії \| Вибори до Парламенту Каталонії \| \| Рік \| 2006 р. \| 2003 р. \| \| -------------------------------------- \| ------------------------------ \| ------------------------------ \| \| Конвергенція та Єднання (CiU) \| 40,2% \| 38,9% \| \| Соціалістична партія Каталонії (PSC) \| 22,2% \| 23,8% \| \| Народна партія (PP) \| 8,3% \| 9,9% \| \| Ініціатива за зелену Каталонію (IC) \| 7,7% \| 4,3% \| \| Республіканська лівиця Каталонії (ERC) \| 18,3% \| 22% \| \| Громадянська партія (C's) \| 1% \| 0% \| \| Інші \| 2,3% \| 1,2% \| |         |         |
| Вибори до Парламенту Каталонії |         |         |
| Рік | 2006 р. | 2003 р. |
| Конвергенція та Єднання (CiU) | 40,2%   | 38,9%   |
| Соціалістична партія Каталонії (PSC) | 22,2%   | 23,8%   |
| Народна партія (PP) | 8,3%    | 9,9%    |
| Ініціатива за зелену Каталонію (IC) | 7,7%    | 4,3%    |
| Республіканська лівиця Каталонії (ERC) | 18,3%   | 22%     |
| Громадянська партія (C's) | 1%      | 0%      |
| Інші | 2,3%    | 1,2%    |

У муніципальних виборах у 2007 р. взяло участь 13.605 осіб (у 2003 р. — 17.041 особа). Голоси за політичні сили розподілилися таким чином:
| \| Муніципальні вибори \| Муніципальні вибори \| Муніципальні вибори \| \| Рік \| 2007 р. \| 2003 р. \| \| -------------------------------------- \| ------------------- \| ------------------- \| \| Конвергенція та Єднання (CiU) \| 27,2% \| 29,6% \| \| Соціалістична партія Каталонії (PSC) \| 46,2% \| 43,7% \| \| Народна партія (PP) \| 9,8% \| 9,4% \| \| Ініціатива за зелену Каталонію (IC) \| 0% \| 0% \| \| Республіканська лівиця Каталонії (ERC) \| 16,8% \| 17,4% \| \| Громадянська партія (C's) \| 0% \| 0% \| \| Інші \| 0% \| 0% \| |         |         |
| Муніципальні вибори |         |         |
| Рік | 2007 р. | 2003 р. |
| Конвергенція та Єднання (CiU) | 27,2%   | 29,6%   |
| Соціалістична партія Каталонії (PSC) | 46,2%   | 43,7%   |
| Народна партія (PP) | 9,8%    | 9,4%    |
| Ініціатива за зелену Каталонію (IC) | 0%      | 0%      |
| Республіканська лівиця Каталонії (ERC) | 16,8%   | 17,4%   |
| Громадянська партія (C's) | 0%      | 0%      |
| Інші | 0%      | 0%      |